# Amy Lowell
Amy Lowell (Brookline, 9. veljače 1874. – Brookline, 12. svibnja 1925.), američka pjesnikinja.
Isprva je bila tradicionalna u maniri, prije Prvoga svjetskog rata postaje propagator, a neko vrijeme i vođa imagističkog pokreta.
Zbirke:
- "Oštrice mačeva i makovo sjeme",
- "Can Grande's Castle".